# Tomasz Rachwał
Tomasz Jacek Rachwał (ur. 17 sierpnia 1974 w Krakowie) – polski naukowiec, nauczyciel akademicki, profesor Uniwersytetu Ekonomicznego w Krakowie, wieloletni były wykładowca i kierownik Katedry Przedsiębiorczości i Gospodarki Przestrzennej Instytutu Geografii Uniwersytetu Pedagogicznego w Krakowie, autor podręczników szkolnych i akademickich.

## Życiorys
Geograf ekonomiczny, absolwent II Liceum Ogólnokształcącego im. Króla Jana III Sobieskiego w Krakowie, związany od 1998 do 2022 roku z Uniwersytetem Pedagogicznym im. Komisji Edukacji Narodowej w Krakowie, gdzie ukończył studia na kierunku geografia w 1998 r. i otrzymał stopień doktora nauk o Ziemi w zakresie geografii (specjalność geografia ekonomiczna) w 2005 r. Od października 2022 r. profesor Uniwersytetu Ekonomicznego w Krakowie w Katedrze Handlu Zagranicznego oraz Centrum Przedsiębiorczości Strategicznej i Międzynarodowej Instytutu Ekonomii, Kolegium Ekonomii Finansów i Prawa. Jest doktorem habilitowanym nauk społecznych w zakresie geografii społeczno-ekonomicznej i gospodarki przestrzennej, uzyskanym na Uniwersytecie im. Adama Mickiewicza w Poznaniu. Do września 2022 r. pracownik badawczo-dydaktyczny (profesor Uniwersytetu Pedagogicznego) w Katedrze Przedsiębiorczości i Gospodarki Przestrzennej Instytutu Geografii Uniwersytetu Pedagogicznego w Krakowie. W latach 2020–2021 pełnił funkcję Prorektora ds. Kształcenia, w latach 2008–2013 oraz 2017-2020 pełnił obowiązki dyrektora Instytutu Geografii, w latach 2006–2008 zastępcy dyrektora Instytutu Geografii. W latach 2007–2022 kierownik Zakładu (od 2019 Katedry) Przedsiębiorczości i Gospodarki Przestrzennej. Był członkiem Senatu Uniwersytetu Pedagogicznego na kadencję 2016-2020 oraz 2020-2024.
Jego zainteresowania naukowe koncentrują się wokół problematyki procesów transformacji społeczno-gospodarczej, ze szczególnym restrukturyzacji przedsiębiorstw przemysłowych w warunkach budowy gospodarki opartej na wiedzy, przemian różnego typu struktur społeczno-gospodarczych w układach krajowych, regionalnych i lokalnych oraz szeroko pojętej problematyki przedsiębiorczości i jej roli w rozwoju układów przestrzennych, a także dydaktyki geografii i przedsiębiorczości.
Autor lub współautor wielu podręczników szkolnych i akademickich do geografii ekonomicznej, podstaw przedsiębiorczości oraz biznesu i zarządzania (wydawanych głównie w Wydawnictwie Nowa Era), a także publikacji naukowych i popularnonaukowych. Redaktor wielu monografii naukowych oraz tomów monograficznych czasopism. Według Google Scholar do 2023 r. opublikował ponad 240 prac.
Jest współorganizatorem i kierownikiem naukowym corocznych międzynarodowych konferencji naukowych z zakresu geografii ekonomicznej oraz międzynarodowych konferencji naukowych z zakresu przedsiębiorczości połączonych ze zjazdami nauczycieli przedsiębiorczości. 
W latach 2023–2024 sekretarz Komitetu Programowego Roku Edukacji Ekonomicznej 2024, ustanowionego przez Senat Rzeczypospolitej Polskiej w setną rocznicę reform gospodarczych Władysława Grabskiego, wprowadzenia polskiego złotego do obiegu oraz powstania Banku Polskiego. Jest członkiem Kapituły nagrody za zasługi na rzecz edukacji ekonomicznej, ustanowionej przez Komitet Organizacyjny Roku Edukacji Ekonomicznej.
Pełnił funkcję wiceprzewodniczącego Rady Redakcyjnej i zastępcy redaktora naczelnego – redaktora prowadzącego dwóch czasopism naukowych, których był pomysłodowcą i współtwórcą: Prace Komisji Geografii Przemysłu Polskiego Towarzystwa Geograficznego oraz czasopisma Przedsiębiorczość – Edukacja. Jest członkiem redakcji czasopism: Entrepreneurial Business and Economics Review, Geographia Polonica oraz International Journal of Training and Development.
Pełni także funkcję zastępcy przewodniczącego Komisji Geografii Przemysłu Polskiego Towarzystwa Geograficznego i członka Prezydium Komitetu Głównego Olimpiady Geograficznej. Jest członkiem Polskiego Towarzystwa Ekonomicznego oraz Komisji do Oceny Podręczników Szkolnych Polskiej Akademii Umiejętności (PAU).
Ma doświadczenie biznesowe jako przedsiębiorca, współpracuje z wieloma instytucjami naukowymi, gospodarczymi i oświatowymi i pełni funkcje eksperta. Był także członkiem Krajowej Rady Przedsiębiorczości.
Jego biogram został zamieszczony m.in. w Leksykonie polskich badaczy przedsiębiorczości, a kierowany przez niego Zakład (od 2019 r. Katedra) Przedsiębiorczości i Gospodarki Przestrzennej oraz prowadzone czasopismo Przedsiębiorczość – Edukacja zostało opisane w Złotej księdze polskich katedr przedsiębiorczości.

## Życie prywatne
Żonaty z Marią, ma dwie córki: Annę Weronikę i Agatę Marię.

## Odznaczenia i nagrody
Za działalność dla polskiej oświaty otrzymał Medal Komisji Edukacji Narodowej (2008 r.). Wielokrotnie nagradzany, m.in. nagrodą Rektora Uniwersytetu Ekonomicznego w Krakowie za osiągnięcia dydaktyczne (2024 r.), Rektora Uniwersytetu Pedagogicznego w Krakowie za osiągnięcia naukowe (2021 r.), całokształt dorobku naukowego, dydaktycznego i organizacyjnego (2009 r.) oraz za działalność organizacyjną (2010, 2011, 2012, 2013 r.), a także nagrodą (zbiorową – jako członek zespołu) Rektora Uniwersytetu Ekonomicznego w Krakowie (2016 r.). Za zasługi dla promocji Polski jako miejsca organizacji kongresów i konferencji nadano mu w 2014 r. tytuł Honorowego Ambasadora Kongresów. W „uznaniu wielkich zasług dla rozwoju polskiej Geografii oraz Towarzystwa” otrzymał także Medal 100-lecia Polskiego Towarzystwa Geograficznego w 2018 r. oraz Złotą Odznakę Polskiego Towarzystwa Geograficznego (przyznaną w 2020 r., wręczoną podczas uroczystości 100-lecia Oddziału Krakowskiego PTG w 2022 r.). Za zasługi dla rozwoju sektora bankowego w związku z działaniami na rzecz edukacji ekonomicznej w 2023 r. otrzymał Medal Mikołaja Kopernika przyznawany przez Związek Banków Polskich. Odznaczony został również w wyniku decyzji Prezydenta RP Medalem Brązowym za Długoletnią Służbę (2014 r.) oraz Srebrnym Krzyżem Zasługi (2019 r.).

## Publikacje
Jest autorem licznych publikacji.

### Podręczniki szkolne i akademickie
- Makieła Z., Rachwał T., Podstawy przedsiębiorczości – podręcznik dla liceum ogólnokształcącego, liceum profilowanego i technikum, Wydawnictwo Nowa Era. Warszawa 2002 (i 10 wydań następnych zm. do 2011 r.).
- Makieła Z., Rachwał T., Podstawy przedsiębiorczości – poradnik metodyczny dla nauczycieli liceum ogólnokształcącego, liceum profilowanego i technikum., Wydawnictwo Nowa Era. Warszawa 2002 (i wyd. następne).
- Makieła Z., Rachwał T., Podstawy przedsiębiorczości – zeszyt ćwiczeń dla liceum ogólnokształcącego, liceum profilowanego i technikum, Wydawnictwo Nowa Era. Warszawa 2002 (i 10 wydań następnych zm. do 2011 r.).
- Rachwał T. i in., Podstawy przedsiębiorczości. Scenariusze zajęć edukacyjnych dla liceum ogólnokształcącego, liceum profilowanego i technikum. Wydawnictwo Nowa Era, Warszawa 2003 (i wydania następne).
- Makieła Z., Rachwał T., Krok w przedsiębiorczość. Podręcznik do podstaw przedsiębiorczości dla szkół ponadgimnazjalnych, Wydawnictwo Nowa Era. Warszawa 2012 (i wyd. następne zm.).
- Makieła Z., Rachwał T., Krok w przedsiębiorczość. Zeszyt ćwiczeń dla szkół ponadgimnazjalnych, Wydawnictwo Nowa Era. Warszawa 2012 (i wydania następne zm.).
- Dorocki S., Kilar W., Rachwał T., Świętek A., Zdon-Korzeniowska M., Biznes plan krok po kroku. Poradnik dla uczniów i uczennic. Wydawnictwo Nowa Era, Warszawa 2012.
- Czapliński P., Rachwał T., Tobolska A., Uliszak R. Geografia gospodarcza. Przewodnik do ćwiczeń [podręcznik akademicki], Bogucki Wydawnictwo Naukowe, Poznań 2013.
- Rachwał T., Oblicza geografii 2. Podręcznik dla liceum ogólnokształcącego i technikum. Zakres rozszerzony, Wydawnictwo Nowa Era, Warszawa 2013.
- Malarz R., Szubert M., Rachwał T., Planeta Nowa 7. Podręcznik do geografii dla klasy siódmej szkoły podstawowej. Wydawnictwo Nowa Era, Warszawa 2017.
- Szlajfer F., Zaniewicz Z., Rachwał T., Malarz R., Planeta Nowa 5. Podręcznik do geografii dla klasy piątej szkoły podstawowej, Wydawnictwo Nowa Era, Warszawa 2018.
- Rachwał T., Szczypiński D., Planeta Nowa 8. Podręcznik do geografii dla klasy ósmej szkoły podstawowej, Wydawnictwo Nowa Era, Warszawa 2018.
- Rachwał T., Malarz R., Szczypiński D., Planeta Nowa 6. Podręcznik do geografii dla klasy szóstej szkoły podstawowej, Wydawnictwo Nowa Era, Warszawa 2019.
- Makieła Z., Rachwał T., Krok w przedsiębiorczość. Podręcznik do podstaw przedsiębiorczości dla szkół ponadpodstawowych, Wydawnictwo Nowa Era, Warszawa 2019.
- Rachwał T., Kilar W., Oblicza geografii 2. Podręcznik dla liceum ogólnokształcącego i technikum. Zakres rozszerzony, wyd. 1 (do nowej podstawy programowej), Wydawnictwo Nowa Era, Warszawa 2020.
- Rachwał T., Uliszak R., Wiedermann K., Kroh P., Oblicza geografii 2. Podręcznik dla liceum ogólnokształcącego i technikum. Zakres podstawowy, wyd. 1 (do nowej podstawy programowej), Wydawnictwo Nowa Era, Warszawa 2020.
- Makieła Z., Rachwał T., Krok w przedsiębiorczość. Podręcznik do podstaw przedsiębiorczości dla szkół ponadpodstawowych, wyd. nowe zmienione, Wydawnictwo Nowa Era, Warszawa 2020.
- Depczyńska A., Kozub J., Rachwał T., Krok w przedsiębiorczość. Zeszyt ćwiczeń do podstaw przedsiębiorczości dla szkół ponadpodstawowych, wyd. 1 (do nowej podstawy programowej), Wydawnictwo Nowa Era, Warszawa 2020 (i wyd. następne zm.).
- Malarz R., Szubert M., Rachwał T., Planeta Nowa 7. Podręcznik do geografii dla klasy siódmej szkoły podstawowej, wyd. zmienione – nowa edycja 2020-2022. Wydawnictwo Nowa Era, Warszawa 2020.
- Szlajfer F., Zaniewicz Z., Rachwał T., Malarz R., Planeta Nowa 5. Podręcznik do geografii dla klasy piątej szkoły podstawowej – nowa edycja 2021-2023, Wydawnictwo Nowa Era, Warszawa 2021.
- Rachwał T., Szczypiński, D., Planeta Nowa 8. Podręcznik do geografii dla klasy ósmej szkoły podstawowej, wydanie zmienione – nowa edycja 2021-2023, Wydawnictwo Nowa Era, Warszawa 2021.
- Rachwał T., Malarz R., Szczypiński D., Planeta Nowa 6. Podręcznik do geografii dla klasy szóstej szkoły podstawowej – nowa edycja 2022-2024, Wydawnictwo Nowa Era, Warszawa 2022.
- Rachwał T., Adamiak C., Świtoniak M., Kroh P., Oblicza geografii 4. Podręcznik dla liceum ogólnokształcącego i technikum. Zakres rozszerzony, Wydawnictwo Nowa Era, Warszawa 2022.
- Makieła Z., Rachwał T., Krok w biznes i zarządzanie 1. Podręcznik dla liceum ogólnokształcącego i technikum. Zakres podstawowy, Wydawnictwo Nowa Era, Warszawa 2023.
- Makieła Z., Rachwał T., Krok w biznes i zarządzanie 1. Podręcznik dla branżowej szkoły I stopnia. Wydawnictwo Nowa Era, Warszawa 2023.
- Rachwał T., Krok w biznes i zarządzanie 1. Podręcznik dla liceum ogólnokształcącego i technikum. Zakres rozszerzony, Wydawnictwo Nowa Era, Warszawa 2023.
- Makieła Z., Rachwał T., Krok w biznes i zarządzanie 2. Podręcznik dla liceum ogólnokształcącego i technikum. Zakres podstawowy, Wydawnictwo Nowa Era, Warszawa 2024.
- Makieła Z., Rachwał T., Krok w biznes i zarządzanie 2. Podręcznik dla branżowej szkoły I stopnia. Wydawnictwo Nowa Era, Warszawa 2024.

### Ważniejsze monografie pod redakcją
- Długosz Z., Rachwał T. (red.), Priorytety badawcze i aplikacyjne geografii polskiej. Wydawnictwo Naukowe Uniwersytetu Pedagogicznego, Kraków 2012.
- Rachwał T. (red.). Kształtowanie kompetencji przedsiębiorczych, Seria Naukowa, Wydawnictwo Fundacji Rozwoju Systemu Edukacji, Warszawa 2019.